# آئروگرام

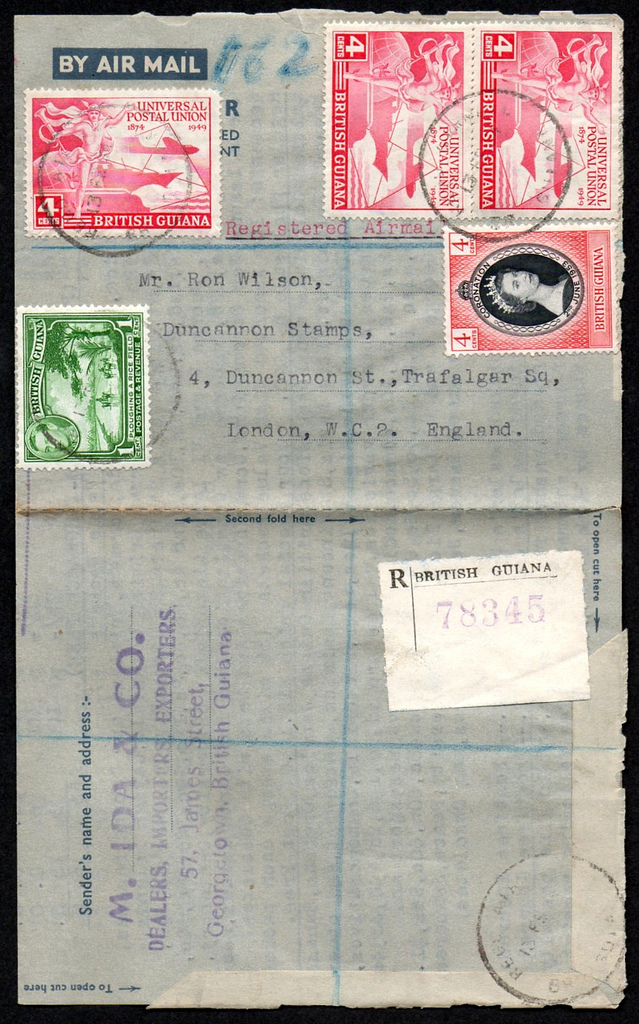
یک آئروگرام سال ۱۹۵۴ از گینه بریتانیا.

آئروگرام (Aerogram, Aérogramme یا Air Letter) یا پاکت‌نوشته نوعی نامه هوایی است که در آن متن نامه بر روی کاغذی نوشته می‌شود که در عین حال هم کاغذ نامه است و هم پاکت نامه.
آئروگرام نامه‌ای فوری به شکل ورقهٔ کاغذی است که لبه‌های چسبدارِ آن را تا می‌زنند و ابعاد آن در احکام اتحادیه جهانی پست تعریف شده است.
آئروگرام به‌ویژه به خاطر استفاده زیادی که در جریان جنگ جهانی دوم (۴۵–۱۹۳۹) می‌شد محبوبیت یافته بود.